# Ibn Tūmart
Abū ʿAbdallāh Muhammad ibn Tūmart (arabisch أبو عبد الله محمد بن تومرت, DMG Abū ʿAbdallāh Muḥammad ibn Tūmart; * 1077; † 20. August 1130) war ein berberisch islamischer Reformer, der für sich den Mahdi-Titel in Anspruch nahm und die Bewegung der Almohaden begründete.

## Leben
Ibn Tūmart wurde 1077 als Mitglied des Hargha-Stammes (Masmuda) im Antiatlas geboren und reiste 1106 nach Córdoba, wo er ein Jahr lang studierte. Danach reiste er von Almería aus über Alexandria und Mekka nach Bagdad, wo er sieben Jahre blieb und mit muslimischen Gelehrten unterschiedlichster Ausrichtung zusammentraf. Er studierte allerdings vor allem bei Gelehrten der Bagdader Nizāmīya-Hochschule wie Abū Bakr asch-Schāschī (gest. 1114) und al-Kiyā al-Harrāsī (gest. 1111), durch die er unter den Einfluss der aschʿaritischen Theologie gelangte. Al-Kiyā al-Harrāsī, ein Schüler von al-Dschuwainī, vermittelte ihm außerdem dessen rechtstheoretische Lehren. Später besuchte er auch Damaskus. Angeblich sei er auf seiner Reise persönlich mit dem persischen Theologen al-Ghazālī zusammengetroffen, dessen Schriften wie die ‚Wiederbelebung der Religionswissenschaften‘ (Iḥyāʾ ʿulūm ad-dīn) von den Almoraviden zu der Zeit verboten und 1109 sogar öffentlich verbrannt wurden. Dies ist jedoch äußerst unwahrscheinlich.
Bereits auf seiner Rückkehr in den Maghreb (1117/1118) legte Ibn Tumart seinen Mitreisenden seine religiösen Überzeugungen dar. Zuhause angekommen, verbreitete Ibn Tūmart seine Lehre unter den Berbern des Hohen Atlas und sammelte erste Anhänger um sich, unter anderem Abd al-Mumin, den er in Bejaia kennenlernte, und Abu Hafs Umar. Ibn Tumart betonte die absolute Einheit Gottes und lehrte die absolute Vorherbestimmung in einer hierarchischen Gesellschaft. Als der Versuch scheiterte, die Almoraviden unter Ali ibn Yusuf zu seiner Theologie zu bekehren, zog er sich 1120 in offener Rebellion mit seinen Anhängern in das Atlasgebirge zurück und lebte eine Weile zurückgezogen in einer Höhle. Als er 1121 wieder herauskam, wurde er von seinen zehn nächststehenden Gefolgsleuten zum Mahdi ausgerufen. Danach verbreitete er unter den Masmuda-Stämmen seine Lehre und vereinigte somit langsam die Masmudastämme zum Kampfbund der Almohaden (al-Muwaḥḥidun ‚Bekenner der göttlichen Einheit‘).
Zur Integration der Stämme in die Bewegung wurde ein Rat gebildet, in dem die zehn Schüler von Ibn Tumarts Zeit in der Höhle sowie 40 weitere Delegierte anderer wichtiger Stämme beteiligt waren und dem Führer der Almohaden zur Seite standen. Es bildet sich eine strenge Hierarchie heraus. Seine Gegner ließ Ibn Tumart erbarmungslos verfolgen, auch innerhalb der eigenen Reihen. Zentrum der Almohaden wurde 1124, nach Ibn Tumarts „Flucht“ (in Anlehnung an Mohammeds hidschra) aus seiner Heimat, Tinmal im Hohen Atlas, etwa 100 km südlich von Marrakesch. 1129 scheiterte aber ein Angriff der Almohaden auf Marrakesch mit einer Niederlage gegen die Almoraviden bei al-Buhayra (13. Mai 1129).
Ibn Tumart starb am 20. August 1130 und wurde in Tinmal bestattet. Mit ihm verloren die Almohaden ihren geistigen Führer, womit die militärisch-politischen Ziele der Bewegung in den Vordergrund traten. Sein Nachfolger wurde Abd al-Mu'min, der die Almohaden zum Sieg über die Almoraviden führte. Allerdings musste der Tod von Ibn Tumart drei Jahre lang geheim gehalten werden, bis sein Nachfolger Abd al-Mumin seine Herrschaft gesichert hatte.

## Belege
1. ↑  Vgl. Sharif: The Dearest Quest. 2010, S. 66.
2. ↑  Georg Bossong: Das maurische Spanien. Geschichte und Kultur. Beck, München 2007, ISBN 978-3-406-55488-9, S. 46–48 (Originalausgabe).

| Personendaten    | Personendaten                                      |
| ---------------- | -------------------------------------------------- |
| NAME             | Ibn Tūmart                                         |
| ALTERNATIVNAMEN  | Abū ʿAbdallāh Muhammad ibn Tūmart                  |
| KURZBESCHREIBUNG | Missionar und Begründer der Bewegung der Almohaden |
| GEBURTSDATUM     | 1077                                               |
| GEBURTSORT       | Antiatlas                                          |
| STERBEDATUM      | 20. August 1130                                    |